# Theobald Martin Czernin von Chudenitz
Graf Theobald Martin Czernin von Chudenitz (* vor 1680; † 3. Juni 1755 in Pressburg) war ein kaiserlicher General der Kavallerie.
Seine Eltern waren Franz Maximilian Czernin von und zu Chudenitz und dessen Ehefrau, die Freiin Franziska von Przichowski.
Er diente zunächst im hannoverschen Kürassierregiment bis zur Stelle eines Rittmeisters. Anschließend wechselte er in das Regiment Pfalz-Sulzbach und stieg er zum Oberstleutnant und Oberst auf. Er wurde am 5. Februar 1734 zum Generalfeldwachtmeister ernannt und kämpfte als solcher am 25. Mai 1734 in der Schlacht von Bitonto. Er geriet schwer verletzt in Gefangenschaft. Am 20. September 1737 wurde er zum Feldmarschallleutnant ernannt und kam im November 1741 zum Kommando nach Siebenbürgen. Dort baute er die ersten regulären Truppen Siebenbürgens auf. Im Jahr 1743 erhielt er das Kürassier-Regiment Nr. 18 des Generals Graf von Potzatzki. Im Juni 1747 wurde er von seinem Posten abberufen. Am 12. Juni 1754 erhielt er mit Rang vom 6. November 1748 die Ernennung zum General der Kavallerie. Bereits im Juni 1751 wurde sein Tod gemeldet, was aber wieder korrigiert wurde.
Er war verheiratet mit der Freiin Maria Antonie von Stomm († 12. November 1753). Das Paar hatte eine Tochter, Maria Ludmilla (1744–1802).
Czernin von Chudenitz starb 1755 in Pressburg.